# Osady w Królestwie Polskim
Osady w Królestwie Polskim – kategoria osiedli o charakterze miejskim, do której najczęściej zaliczano miasta pozbawione praw miejskich (przed 1869 r. – oddolnie, z inicjatywy mieszkańców lub dziedziców, a od 1869 r. – odgórnie, przez zaborcze władze rosyjskie), rzadziej zurbanizowane osiedla wiejskie. Osady, mimo że nie posiadały praw miejskich, podobnie jak miasteczka galicyjskie i kresowe pełniły funkcje lokalnych ośrodków handlowych i drobnego rzemiosła dla otaczających ich wsi. Osady miejskie były od 1864 poddane mocy obowiązującej ukazu z dnia 19 lutego 1864 r. „o urządzeniu gmin wiejskich”. Miano osady, mimo że nie dawało żadnych dodatkowych praw, pozwalało lokalnej społeczności na wyróżnianie się spośród wsi o tradycyjnie wiejskiej przeszłości, o czym nadal świadczą przydawki stanowiące integralne części nazw niektórych dawnych miast/osad (np. Gorzków-Osada, Komarów-Osada czy Kuczbork-Osada). Maksymalnie było jednocześnie w Królestwie Polskim 359 osad (w latach 1910–1915).

## Osady utworzone przed 1869
W latach 1815–1869 na terenie Kongresówki istniało 16 osad, utworzonych przeważnie ze zdegradowanych miast.
| Herb | Osada            | Powiat             | Gubernia   | Rok utworzenia  | Status od 1867                  | Status obecnie                |
| ---- | ---------------- | ------------------ | ---------- | --------------- | ------------------------------- | ----------------------------- |
|      | Błędów           | grójecki           | warszawska |                 | osada w gminie Błędów           | wieś                          |
|      | Czerwin          | ostrołęcki         | łomżyńska  |                 | osada w gminie Czerwin          | wieś                          |
|      | Goworowo         | ostrołęcki         | łomżyńska  |                 | osada w gminie Goworowo         | wieś                          |
|      | Irena            | nowoaleksandryjski | lubelska   | 1854            | osada w gminie Iwanowskie Sioło | część miasta Dęblin (od 1944) |
|      | Jabłonka         | mazowiecki         | łomżyńska  | 1825            | osada w gminie Jabłonka         | wieś                          |
|      | Jedwabne         | kolneński          | łomżyńska  | 1827            | osada w gminie Jedwabne         | miasto (od 1927-10-31)        |
|      | Kibarty          | wyłkowyski         | suwalska   | 1856            | osada stanowiąca gminę          | miasto (od 1919), Litwa       |
|      | Komarówka        | radzyński          | siedlecka  | 1822            | osada w gminie Żelizna          | wieś                          |
|      | Osjaków          | wieluński          | kaliska    | 1793            | osada w gminie Radoszewice      | miasto (od 2024-01-01)        |
|      | Ryki             | garwoliński        | siedlecka  | 1787–1803, 1833 | osada w gminie Ryki             | miasto (od 1957-01-01)        |
|      | Siedliszcze      | chełmski           | lubelska   | 1821            | osada w gminie Siedliszcze      | miasto (od 2016-01-01)        |
|      | Sobienie-Jeziory | garwoliński        | siedlecka  |                 | osada w gminie Sobienie Jeziory | wieś                          |
|      | Sosnowica        | włodawski          | siedlecka  | 1822            | osada w gminie Turno            | wieś                          |
|      | Świerże          | chełmski           | lubelska   | 1822            | osada w gminie Świerże          | wieś                          |
|      | Zaręby Kościelne | ostrowski          | łomżyńska  |                 | osada w gminie Zaręby Kościelne | wieś                          |
|      | Zieluń           | mławski            | płocka     |                 | osada w gminie Zieluń           | wieś                          |

## Osady utworzone w następstwie reformy miejskiej 1869–1870
Największa liczba osad w Królestwie Polskim została utworzona ukazem najwyższym z dnia 13 lipca 1869 r. Postanowieniami Komitetu Urządzającego w Królestwie Polskim w latach 1869–1870 z ogólnej liczby 452 miast 336 odebrano prawa miejskie i zaliczono do osad, włączając do istniejących gmin wiejskich lub tworząc z nich osobne osady stanowiące gminy.
Masowa zamiana miast na osady w Królestwie Polskim była procesem administracyjnym i politycznym, polegającym na degradacji statusu wielu miast do osad miejskich. Zjawisko to dotyczyło przede wszystkim niewielkich ośrodków miejskich i miało szerokie konsekwencje społeczne, gospodarcze oraz polityczne. W XIX wieku Królestwo Polskie pozostawało pod kontrolą Imperium Rosyjskiego, które realizowało politykę centralizacji administracyjnej i rusyfikacji. Władze carskie dążyły do ograniczenia autonomii lokalnej, szczególnie w miastach, które mogły stanowić ośrodki oporu wobec polityki zaborczej. Proces dotknął głównie małe miasta i miasteczka, które ze względu na swoją wielkość i ograniczone znaczenie gospodarcze były podatne na degradację statusu. Władze rosyjskie formalnie tłumaczyły te działania względami administracyjnymi i ekonomicznymi, takimi jak spadek liczby ludności czy ograniczona rola miasta w handlu i zarządzaniu, co w dużej mierze miało uzasadnienie. W praktyce jednak polityka ta służyła także zwiększeniu kontroli nad lokalną administracją oraz integracji Królestwa Polskiego w strukturę imperium. Degradacja statusu z miasta na osadę miejską skutkowała ograniczeniem praw samorządowych, spadkiem znaczenia w życiu publicznym oraz zahamowaniem rozwoju infrastruktury i handlu. Małe miasta, które utraciły prawa miejskie, często doświadczyły regresu gospodarczego oraz marginalizacji w systemie administracyjnym. Zamiana miast na osady była elementem szeroko zakrojonej polityki rusyfikacyjnej i centralistycznej Imperium Rosyjskiego. Miała ona na celu podporządkowanie Królestwa Polskiego strukturze administracyjnej imperium, a także ograniczenie autonomii lokalnej. Proces ten pozostawił trwały ślad w historii urbanistyki i administracji polskiej XIX wieku.
Należy tu jednak dodać, że bezrefleksyjne łączenie utraty praw miejskich przez miejscowości w 1870 roku z represjami za udział w powstaniu styczniowym (co często jest powtarzane) jest w dużej mierze symplifikacją i spłyceniem historycznych zależności. Zjawisko to zostało dogłębnie opisane przez m.in. M. Nietykszę, M. Dymitrowa i W. Cabana. Jak wskazuje Maria Nietyksza, uzdrowienie struktury miejskiej Królestwa Polskiego było niewątpliwie konieczne, a tendencja do zamiany małych, zagrożonych gospodarczo miasteczek na wsie pojawiła się już pod koniec I Rzeczypospolitej. Podobne działania prowadziły również władze austriackie i pruskie. Już w pięćdziesięcioleciu poprzedzającym reformę z lat 1869–1870, w ramach autonomicznych władz Królestwa, obowiązywało postanowienie namiestnika, którego artykuł 7 wprowadzał zasadę, że w przypadku braku funduszy miejskich na utrzymanie burmistrza miasta, miejscowości te mogły zachować prawa miejskie pod warunkiem, że właściciele miasta lub sami mieszkańcy zapewnili odpowiednie środki finansowe na ten cel. Wnioski oddolne o zamianę małych miast na wsie lub osady miejskie napływały z coraz większym natężeniem. Komitet Urządzający, powołany do opracowania reformy, działał indywidualnie i według ściśle przyjętych kryteriów, takich jak liczba mieszkańców (mniej niż 3000) oraz wartość ubezpieczeniowa budynków (niższa niż 100 000 rubli). Kryteria te były jednak ciągle dyskutowane, uzupełniane i dopasowywane do realiów — na przykład, stosując rygorystycznie kryterium ludnościowe, należałoby zdegradować również takie miasta jak Chełm, Ostrołęka, Mariampol, Nowy Dwór, Skierniewice, Sandomierz czy Krasnystaw. Komitet uwzględniał także indywidualne wnioski mieszkańców — przykładowo, pozostawił przy prawach miejskich Błaszki, które były pierwotnie przewidziane do degradacji, a jednocześnie zgodził się na degradację Tarnogrodu (siódmego miasta Królestwa pod względem liczby mieszkańców), który zgodnie z planami reformy miał zachować prawa miejskie. Cały proces trwał niespełna dwa lata.
Mimo podjętych starań, reforma miejska została przyjęta jako posunięcie represyjne. Niewątpliwie wpłynęło na to to, że przeprowadziły ją władzę carskie w okresie popowstaniowych prześladowań oraz ostatecznej likwidacji prawnej odrębności Królestwa Polskiego. Nie ulega jednak wątpliwości, że założenia reformy i sposób jej realizacji dawały realne podstawy do takiej właśnie społecznej oceny. Przedstawiciele rosyjskiej administracji byli tego świadomi, dlatego reforma była wprowadzana stopniowo w trakcie 1870 roku, po kilka guberni naraz. Miało to na celu złagodzenie niekorzystnych dla władz nastrojów i ograniczenie spodziewanych negatywnych reakcji na reformę. Wątek represyjny jest do dziś powielany przez niektóre środowiska i podtrzymywany, ponieważ sprzyja współczesnym celom politycznym. Na przykład w pierwszych miesiącach 2023 roku na polu umiastowiania Polski dominował program szerokiego zasięgu, wylansowany przez rząd, a mający na celu wygenerowanie jak największej liczby miast w trybie szybkiej ścieżki. Premier Mateusz Morawiecki, w związku z 160. rocznicą powstania styczniowego, wystąpił – za pośrednictwem wojewodów – z inicjatywą przywrócenia praw miejskich miejscowościom, które je utraciły w 1870 roku ukazem carskim z 1869 za udział w powstaniu. Inwazja Rosji na Ukrainę i antyrosyjskie sentymenty niewątpliwie przyczyniły się do aktualizacji kwestii odwrócenia rosyjskiego prawa zaborczego. Jednak naukowcy ostrzegają przed pochopnymi działaniami podejmowanymi pod wpływem emocji oraz nierzetelnym rozpoznaniem historycznych wydarzeń.

Kiedyś mówiło się, że był to wynik represji po powstaniu styczniowym. Nie wypadało inaczej. Ale w rzeczywistości zespół reformy administracyjnej Królestwa Polskiego postanowił rozwiązać problem miast, które nimi nie były […] Każdy magnat chciał mieć nie tylko wsie, ale i miasta, żeby się chwalić przed drugim. Podupadły one z końcem I Rzeczpospolitej. W połowie XIX w. w 70% ich ludność stanowili rolnicy. Większość miast nie była w stanie utrzymać burmistrza i car je od tego wybawił. […] Teraz też się mówi, że władze carskie zabierały prawa miejskie za udział mieszkańców w powstaniu styczniowym lub pomoc powstańcom. Powtarzają to zwłaszcza politycy PiS, zachęcając do podejmowania starań o ich odzyskanie w ramach sprawiedliwości dziejowej.

Miasta zamienione masowo na osady na skutek reformy uporządkowane są według daty degradacji (według daty wydania postanowienia, następnie według kolejności w postanowieniach), zachowując oryginalną pisownię (tak jak w odpowiednich postanowieniach).
| Lp  | Herb | Miasto              | Powiat             | Gubernia    | Ludność 1869 | Ludność 1897 | Ludność 1911 | Status tuż po zmianie                | Status obecny                                            |
| --- | ---- | ------------------- | ------------------ | ----------- | ------------ | ------------ | ------------ | ------------------------------------ | -------------------------------------------------------- |
| 1   |      | Wierzbica           | radomski           | radomska    | 1671         | 1429         | 2281         | osada stanowiąca gminę               | wieś                                                     |
| 2   |      | Wyśmierzyce         | radomski           | radomska    | 1287         | 1454         | 1518         | osada w gminie Radzanów              | miasto (od 1922-07-01)                                   |
| 3   |      | Wolanów             | radomski           | radomska    | 375          | 491          | 289          | osada w gminie Wolanów               | wieś                                                     |
| 4   |      | Jedlińsk            | radomski           | radomska    | 911          | 1361         | 2139         | osada w gminie Jedlińsk              | wieś                                                     |
| 5   |      | Skaryszew           | radomski           | radomska    | 1312         | 1756         | 2884         | osada w gminie Skaryszew             | miasto (od 1922-07-01)                                   |
| 6   |      | Jastrzemb           | radomski           | radomska    | 517          | 623          | 1219         | osada w gminie Rogów                 | miasto (od 2023-01-01)                                   |
| 7   |      | Przytyk             | radomski           | radomska    | 1441         | 1802         | 4288         | osada w gminie Przytyk               | miasto (od 2024-01-01)                                   |
| 8   |      | Białobrzegi         | radomski           | radomska    | 1292         | 2307         | 5624         | osada w gminie Białobrzegi           | miasto (od 1958-01-01)                                   |
| 9   |      | Iłża                | iłżecki            | radomska    | 2843         | 4230         | 5910         | osada stanowiąca gminę               | miasto (od 1925-04-01)                                   |
| 10  |      | Solec               | iłżecki            | radomska    | 3622         | 2614         | 4808         | osada stanowiąca gminę               | miasto (od 2021-01-01)                                   |
| 11  |      | Wąchock             | iłżecki            | radomska    | 1229         | 2128         | 3347         | osada w gminie Wielka Wieś           | miasto (od 1994-01-01)                                   |
| 12  |      | Wierzbnik           | iłżecki            | radomska    | 613          | 1787         | 2606         | osada w gminie Wierzbnik             | część m. Starachowice (od 1939-04-01; miasto 1919–1939)  |
| 13  |      | Grabowiec           | iłżecki            | radomska    | 494          | 591          | 637          | osada w gminie Rzeczniew             | wieś                                                     |
| 14  |      | Kazanów             | iłżecki            | radomska    | 1036         | 1335         | 1241         | osada w gminie Miechów               | miasto (od 2025-01-01)                                   |
| 15  |      | Lipsko              | iłżecki            | radomska    | 1862         | 2443         | 2947         | osada w gminie Lipsko                | miasto (od 1958-01-01)                                   |
| 16  |      | Tarłów              | iłżecki            | radomska    | 1571         | 1924         | 3248         | osada w gminie Ciszyca               | wieś                                                     |
| 17  |      | Ciepielów           | iłżecki            | radomska    | 694          | 961          | 1815         | osada w gminie Ciepielów             | miasto (od 2024-01-01)                                   |
| 18  |      | Sienno              | iłżecki            | radomska    | 1317         | 1938         | 3725         | osada w gminie Sienno                | miasto (od 2024-01-01)                                   |
| 19  |      | Zwoleń              | kozienicki         | radomska    | 3573         | 6011         | 6252         | osada stanowiąca gminę               | miasto (od 1925-04-01)                                   |
| 20  |      | Gniewoszew          | kozienicki         | radomska    | 800          | 1078         | 2241         | osada stanowiąca gminę               | wieś                                                     |
| 21  |      | Granica             | kozienicki         | radomska    | 1400         | 1553         | 2904         | osada stanowiąca gminę               | część wsi Gniewoszów (od 1965)                           |
| 22  |      | Głowaczew           | kozienicki         | radomska    | 1192         | 1801         | 2258         | osada w gminie Marjampol             | miasto (od 2024-01-01)                                   |
| 23  |      | Magnuszew           | kozienicki         | radomska    | 1185         | 1632         | 1570         | osada w gminie Trzebień              | miasto (od 2024-01-01)                                   |
| 24  |      | Ryczywół            | kozienicki         | radomska    | 1126         | 1087         | 1813         | osada w gminie Świerże Górne         | wieś                                                     |
| 25  |      | Sieciechów          | kozienicki         | radomska    | 801          | 983          | 1091         | osada w gminie Sieciechów            | wieś                                                     |
| 26  |      | Janowiec            | kozienicki         | radomska    | 1014         | 1185         | 1430         | osada w gminie Oblassy               | wieś                                                     |
| 27  |      | Radoszyce           | konecki            | radomska    | 2786         | 3549         | 5035         | osada stanowiąca gminę               | miasto (od 2018-01-01)                                   |
| 28  |      | Gowarczew           | konecki            | radomska    | 1436         | 1528         | 2701         | osada w gminie Gowarczew             | miasto (od 2024-01-01)                                   |
| 29  |      | Waśniów             | opatowski          | radomska    | 361          | 570          | 980          | osada w gminie Waśniów               | wieś                                                     |
| 30  |      | Gliniany            | opatowski          | radomska    | 367          | 600          | 977          | osada w gminie Julianów              | wieś                                                     |
| 31  |      | Kunów               | opatowski          | radomska    | 1186         | 1481         | 2073         | osada w gminie Kunów                 | miasto (od 1990-01-01)                                   |
| 32  |      | Łagów               | opatowski          | radomska    | 1886         | 2440         | 3606         | osada w gminie Łagów                 | miasto (od 2018-01-01)                                   |
| 33  |      | Lasocin             | opatowski          | radomska    | 672          | 797          | 724          | osada w gminie Lasocin               | wieś                                                     |
| 34  |      | Słupia Nowa         | opatowski          | radomska    | 854          | 1674         | 2052         | osada w gminie Słupia                | miasto (od 2019-01-01)                                   |
| 35  |      | Ćmielów             | opatowski          | radomska    | 1394         | 1940         | 2315         | osada w gminie Ćmielów               | miasto (od 1962-07-18)                                   |
| 36  |      | Raków               | opatowski          | radomska    | 1916         | 2090         | 3134         | osada w gminie Rembów                | wieś                                                     |
| 37  |      | Ożarów              | opatowski          | radomska    | 2260         | 3339         | 5170         | osada w gminie Ożarów                | miasto (od 1988-01-01)                                   |
| 38  |      | Denków              | opatowski          | radomska    | 706          | 1196         | 1193         | osada w gminie Czenstocice           | część m. Ostrowiec Św. (od 1954)                         |
| 39  |      | Iwaniska            | opatowski          | radomska    | 1834         | 2406         | 3641         | osada w gminie Iwaniska              | miasto (od 2022-01-01)                                   |
| 40  |      | Przysucha           | opoczyński         | radomska    | 2561         | 2903         | 3892         | osada w gminie Przysucha             | miasto (od 1958-01-01)                                   |
| 41  |      | Drzewica            | opoczyński         | radomska    | 863          | 1361         | 2393         | osada w gminie Drzewica              | miasto (od 1987-01-01)                                   |
| 42  |      | Klwów               | opoczyński         | radomska    | 1010         | 1075         | 2288         | osada w gminie Klwów                 | wieś                                                     |
| 43  |      | Żarnów              | opoczyński         | radomska    | 1157         | 2035         | 3740         | osada w gminie Topolice              | miasto (od 2024-01-01)                                   |
| 44  |      | Odrzywół            | opoczyński         | radomska    | 757          | 1033         | 1507         | osada w gminie Ossa                  | miasto (od 2024-01-01)                                   |
| 45  |      | Gelniów             | opoczyński         | radomska    | 623          | 840          | 1366         | osada w gminie Geździków             | miasto (od 2024-01-01)                                   |
| 46  |      | Skrzynno            | opoczyński         | radomska    | 480          | 544          | 703          | osada w gminie Skrzynsko             | wieś                                                     |
| 47  |      | Białaczew           | opoczyński         | radomska    | 1020         | 1239         | 2102         | osada w gminie Białaczew             | miasto (od 2024-01-01)                                   |
| 48  |      | Koprzywnica         | sandomierski       | radomska    | 1269         | 2152         | 3476         | osada w gminie Koprzywnica           | miasto (od 2001-01-01)                                   |
| 49  |      | Bogorja             | sandomierski       | radomska    | 704          | 1185         | 1870         | osada w gminie Wiśniewa              | miasto (od 2024-01-01)                                   |
| 50  |      | Połaniec            | sandomierski       | radomska    | 2189         | 2595         | 4411         | osada w gminie Połaniec              | miasto (od 1980-01-01)                                   |
| 51  |      | Osiek               | sandomierski       | radomska    | 1267         | 1431         | 1645         | osada w gminie Osiek                 | miasto (od 1994-07-01)                                   |
| 52  |      | Daleszyce           | kielecki           | kielecka    | 1859         | 1987         | 3631         | osada w gminie Daleszyce             | miasto (od 2007-01-01)                                   |
| 53  |      | Bodzentyn           | kielecki           | kielecka    | 1551         | 3550         | 3865         | osada w gminie Bodzentyn             | miasto (od 1994-12-30)                                   |
| 54  |      | Słomniki            | miechowski         | kielecka    | 2401         | 3690         | 4760         | osada stanowiąca gminę               | miasto (od 1917-02-01)                                   |
| 55  |      | Proszowice          | miechowski         | kielecka    | 1636         | 2627         | 3461         | osada stanowiąca gminę               | miasto (od 1923-03-01)                                   |
| 56  |      | Brzesko             | miechowski         | kielecka    | 885          | 1287         | 1557         | osada w gminie Gruszew               | miasto (od 2011-01-01)                                   |
| 57  |      | Książ Wielki        | miechowski         | kielecka    | 1160         | 1412         | 2839         | osada w gminie Książ Wielki          | miasto (od 2023-01-01)                                   |
| 58  |      | Jędrzejów           | jędrzejowski       | kielecka    | 2639         | 4717         | 6793         | osada stanowiąca gminę               | miasto (od 1916-08-18)                                   |
| 59  |      | Małogoszcz          | jędrzejowski       | kielecka    | 1280         | 1883         | 2764         | osada w gminie Małogoszcz            | miasto (od 1996-01-01)                                   |
| 60  |      | Wodzisław           | jędrzejowski       | kielecka    | 2977         | 3622         | 6620         | osada w gminie Wodzisław             | miasto (od 2021-01-01)                                   |
| 61  |      | Sobków              | jędrzejowski       | kielecka    | 1023         | 1117         | 1293         | osada w gminie Sobków                | miasto (od 2025-01-01)                                   |
| 62  |      | Szczekociny         | włoszczowski       | kielecka    | 2864         | 3393         | 4107         | osada stanowiąca gminę               | miasto (od 1923-01-01)                                   |
| 63  |      | Włoszczowa          | włoszczowski       | kielecka    | 2585         | 3724         | 7656         | osada w gminie Włoszczowa            | miasto (od 1919-02-07)                                   |
| 64  |      | Lelów               | włoszczowski       | kielecka    | 847          | 1236         | 1866         | osada w gminie Lelów                 | wieś                                                     |
| 65  |      | Kurzelów            | włoszczowski       | kielecka    | 1177         | 1194         | 1419         | osada w gminie Kurzelów              | wieś                                                     |
| 66  |      | Secemin             | włoszczowski       | kielecka    | 905          | 1203         | 1784         | osada w gminie Secemin               | wieś                                                     |
| 67  |      | Nowy Korczyn        | stopnicki          | kielecka    | 3849         | 3787         | 5478         | osada stanowiąca gminę               | miasto (od 2019-01-01)                                   |
| 68  |      | Stopnica            | stopnicki          | kielecka    | 2990         | 4420         | 5048         | osada w gminie Stopnica              | miasto (od 2015-01-01)                                   |
| 69  |      | Pacanów             | stopnicki          | kielecka    | 1734         | 2451         | 3165         | osada w gminie Pacanów               | miasto (od 2019-01-01)                                   |
| 70  |      | Szydłów             | stopnicki          | kielecka    | 1802         | 2368         | 2491         | osada w gminie Szydłów               | miasto (od 2019-01-01)                                   |
| 71  |      | Kurozwęki           | stopnicki          | kielecka    | 835          | 1031         | 1251         | osada w gminie Kurozwęki             | wieś                                                     |
| 72  |      | Oleśnica            | stopnicki          | kielecka    | 1012         | 1164         | 1814         | osada w gminie Oleśnica              | miasto (od 2019-01-01)                                   |
| 73  |      | Busk                | stopnicki          | kielecka    | 1213         | 2169         | 2465         | osada w gminie Busk                  | miasto (od 1916-08-18)                                   |
| 74  |      | Pierzchnica         | stopnicki          | kielecka    | 765          | 1113         | 1494         | osada w gminie Drugnia               | miasto (od 2019-01-01)                                   |
| 75  |      | Skalbmierz          | pińczowski         | kielecka    | 695          | 1258         | 1605         | osada w gminie Topole                | miasto (od 1927-04-01)                                   |
| 76  |      | Opatowiec           | pińczowski         | kielecka    | 482          | 650          | 1183         | osada w gminie Rogów                 | miasto (od 2019-01-01)                                   |
| 77  |      | Koszyce             | pińczowski         | kielecka    | 591          | 1049         | 1039         | osada w gminie Filipowice            | miasto (od 2019-01-01)                                   |
| 78  |      | Wiślica             | pińczowski         | kielecka    | 2333         | 2508         | 3305         | osada w gminie Hotel Czerwony        | miasto (od 2018-01-01)                                   |
| 79  |      | Sławków             | olkuski            | kielecka    | 2682         | 4243         | 6410         | osada stanowiąca gminę               | miasto (od 1958-01-01 do 1977-01-31 i od 1984-03-15)     |
| 80  |      | Żarnowiec           | olkuski            | kielecka    | 1801         | 2472         | 3665         | osada w gminie Żarnowiec             | wieś                                                     |
| 81  |      | Pilica              | olkuski            | kielecka    | 3883         | 3975         | 7515         | osada w gminie Pilica                | miasto (od 1993-12-31)                                   |
| 82  |      | Skała               | olkuski            | kielecka    | 1227         | 2460         | 3831         | osada w gminie Minoga                | miasto (od 1987-01-01)                                   |
| 83  |      | Kromołów            | olkuski            | kielecka    | 1672         | 2155         | 3464         | osada w gminie Kromołów              | część m. Zawiercie (od 1977-02-01)                       |
| 84  |      | Ogrodzieniec        | olkuski            | kielecka    | 1122         | 1618         | 2709         | osada w gminie Ogrodzieniec          | miasto (od 1973-01-01)                                   |
| 85  |      | Wolbrom             | olkuski            | kielecka    | 3085         | 4815         | 6563         | osada w gminie Wolbrom               | miasto (od 1930-05-19)                                   |
| 86  |      | Mordy               | siedlecki          | siedlecka   | 2171         | 2520         | 4047         | osada w gminie Mordy                 | miasto (od 1919-02-07)                                   |
| 87  |      | Mokobody            | siedlecki          | siedlecka   | 1338         | 1416         | 2373         | osada w gminie Skupie                | wieś                                                     |
| 88  |      | Miedzna             | węgrowski          | siedlecka   | 1066         | 1013         | 1618         | osada w gminie Miedzna               | wieś                                                     |
| 89  |      | Liw                 | węgrowski          | siedlecka   | 1416         | 1168         | 1931         | osada w gminie Ruchna                | wieś                                                     |
| 90  |      | Kamieńczyk          | węgrowski          | siedlecka   | 1094         | 1215         | 1698         | osada w gminie Kamieńczyk            | wieś                                                     |
| 91  |      | Janów               | konstantynowski    | siedlecka   | 2000         | 3861         | 6365         | osada stanowiąca gminę               | wieś (miasto 1919–40 i 1944–46)                          |
| 92  |      | Łosice              | konstantynowski    | siedlecka   | 2282         | 3338         | 5451         | osada stanowiąca gminę               | miasto (od 1919-10-22)                                   |
| 93  |      | Sarnaki             | konstantynowski    | siedlecka   | 993          | 1367         | 2046         | osada w gminie Chlebczyn             | wieś                                                     |
| 94  |      | Konstantynów        | konstantynowski    | siedlecka   | 1059         | 1147         | 2392         | osada w gminie Zakanale              | wieś                                                     |
| 95  |      | Piszczac            | bialski            | siedlecka   | 1507         | 1938         | 2658         | osada stanowiąca gminę               | miasto (od 2024-01-01)                                   |
| 96  |      | Łomazy              | bialski            | siedlecka   | 2853         | 3183         | 5202         | osada stanowiąca gminę               | wieś                                                     |
| 97  |      | Kodeń               | bialski            | siedlecka   | 2442         | 2772         | 3984         | osada stanowiąca gminę               | wieś                                                     |
| 98  |      | Rossosz             | bialski            | siedlecka   | 1775         | 1929         | 2969         | osada stanowiąca gminę               | wieś                                                     |
| 99  |      | Sławatycze          | bialski            | siedlecka   | 2097         | 2769         | 4553         | osada w gminie Sławatycze            | wieś                                                     |
| 100 |      | Ostrów              | włodawski          | siedlecka   | 3000         | 6079         | 7754         | osada stanowiąca gminę               | miasto (od 1919-10-13)                                   |
| 101 |      | Orchówek            | włodawski          | siedlecka   | 493          | 613          | 754          | osada w gminie Włodawa               | wieś (część m. Włodawa 1973–1992)                        |
| 102 |      | Wisznice            | włodawski          | siedlecka   | 1668         | 2039         | 3010         | osada w gminie Horodyszcze           | wieś                                                     |
| 103 |      | Horodyszcze         | włodawski          | siedlecka   | 786          | 1022         | 1095         | osada w gminie Horodyszcze           | wieś                                                     |
| 104 |      | Wochyń              | radzyński          | siedlecka   | 2260         | 2768         | 3877         | osada w gminie Lisia Wólka           | wieś                                                     |
| 105 |      | Kock                | łukowski           | siedlecka   | 3400         | 4724         | 6436         | osada stanowiąca gminę               | miasto (od 1919-02-07)                                   |
| 106 |      | Adamów              | łukowski           | siedlecka   | 858          | 1514         | 1671         | osada w gminie Gułów                 | wieś                                                     |
| 107 |      | Stoczek             | łukowski           | siedlecka   | 417          | 1910         | 2532         | osada w gminie Prawda                | miasto (od 1919-02-07)                                   |
| 108 |      | Łysobyki            | łukowski           | siedlecka   | 1028         | 1411         | 1963         | osada w gminie Łysobyki              | wieś                                                     |
| 109 |      | Serokomla           | łukowski           | siedlecka   | 532          | 1051         | 1721         | osada w gminie Serokomla             | wieś                                                     |
| 110 |      | Łaskarzew           | garwoliński        | siedlecka   | 1491         | 2821         | 3626         | osada w gminie Łaskarzew             | miasto (od 1969-01-01)                                   |
| 111 |      | Osieck              | garwoliński        | siedlecka   | 1614         | 1581         | 1144         | osada w gminie Osieck                | miasto (od 2024-01-01)                                   |
| 112 |      | Parysów             | garwoliński        | siedlecka   | 1678         | 3140         | 3943         | osada w gminie Pszonka               | wieś                                                     |
| 113 |      | Maciejowice         | garwoliński        | siedlecka   | 1408         | 2047         | 2950         | osada w gminie Maciejowice           | miasto (od 2024-01-01)                                   |
| 114 |      | Stężyca             | garwoliński        | siedlecka   | 1171         | 1410         | 2195         | osada w gminie Pawłowice             | wieś                                                     |
| 115 |      | Głusk               | lubelski           | lubelska    | 799          | 800          | 1136         | osada w gminie Zemborzyce            | część m. Lublin (od 1989-01-01)                          |
| 116 |      | Wieniawa            | lubelski           | lubelska    | 1642         | 3123         | 4239         | osada w gminie Konopnice             | część m. Lublin (od 1916)                                |
| 117 |      | Bełżyce             | lubelski           | lubelska    | 2188         | 3182         | 4700         | osada w gminie Bełżyce               | miasto (od 1958-01-01)                                   |
| 118 |      | Piaski              | lubelski           | lubelska    | 2043         | 3800         | 4507         | osada w gminie Piaski                | miasto (od 1993-08-11)                                   |
| 119 |      | Bychawa             | lubelski           | lubelska    | 1377         | 2034         | 3551         | osada w gminie Bychawa               | miasto (od 1958-01-01)                                   |
| 120 |      | Biskupice           | lubelski           | lubelska    | 983          | 1476         | 2868         | osada w gminie Jaszczowi             | wieś                                                     |
| 121 |      | Chodel              | lubelski           | lubelska    | 766          | 1439         | 2357         | osada w gminie Chodel                | wieś                                                     |
| 122 |      | Kazimierz           | nowoaleksandryjski | lubelska    | 2709         | 3402         | 5415         | osada stanowiąca gminę               | miasto (od 1927-10-31)                                   |
| 123 |      | Kamionka            | lubartowski        | lubelska    | 1759         | 2485         | 3266         | osada w gminie Kozłowa               | miasto (od 2021-01-01)                                   |
| 124 |      | Michów              | lubartowski        | lubelska    | 1988         | 2791         | 3669         | osada w gminie Chudo Wola            | wieś                                                     |
| 125 |      | Czemierniki         | lubartowski        | lubelska    | 1767         | 2249         | 2856         | osada w gminie Czemierniki           | miasto (od 2024-01-01)                                   |
| 126 |      | Firlej              | lubartowski        | lubelska    | 976          | 1183         | 1996         | osada w gminie Firlej                | wieś                                                     |
| 127 |      | Modliborzyce        | janowski           | lubelska    | 1299         | 1792         | 2196         | osada w gminie Modliborzyce          | miasto (od 2014-01-01)                                   |
| 128 |      | Zaklików            | janowski           | lubelska    | 2080         | 2596         | 4043         | osada w gminie Zdziechowice          | miasto (od 2014-01-01)                                   |
| 129 |      | Annopol             | janowski           | lubelska    | 1040         | 1692         | 2451         | osada w gminie Rachów                | miasto (od 1996-01-01)                                   |
| 130 |      | Urzędów             | janowski           | lubelska    | 2263         | 991          | 5386         | osada w gminie Urzędów               | miasto (od 2016-01-01)                                   |
| 131 |      | Krzeszów            | biłgorajski        | lubelska    | 1500         | 1375         | 2645         | osada w gminie Krzeszów              | wieś                                                     |
| 132 |      | Józefów             | biłgorajski        | lubelska    | 1078         | 1115         | 1804         | osada w gminie Aleksandrów           | miasto (od 1988-01-01)                                   |
| 133 |      | Frampol             | zamojski           | lubelska    | 1689         | 2539         | 3467         | osada w gminie Frampol               | miasto (od 1993-10-01)                                   |
| 134 |      | Goraj               | zamojski           | lubelska    | 1941         | 1738         | 3222         | osada w gminie Goraj                 | miasto (od 2021-01-01)                                   |
| 135 |      | Krasnobród          | zamojski           | lubelska    | 1500         | 1817         | 3370         | osada w gminie Krasnobród            | miasto (od 1994-12-30)                                   |
| 136 |      | Tarnogóra           | krasnostawski      | lubelska    | 1200         | 1308         | 1900         | osada w gminie Tarnogóra             | wieś                                                     |
| 137 |      | Izbica              | krasnostawski      | lubelska    | 2100         | 3172         | 4451         | osada w gminie Tarnogóra             | miasto (od 2022-01-01)                                   |
| 138 |      | Gorzków             | krasnostawski      | lubelska    | 567          | 641          | 1192         | osada w gminie Gorzków               | wieś                                                     |
| 139 |      | Żółkiewka           | krasnostawski      | lubelska    | 1175         | 2110         | 2778         | osada w gminie Żółkiewka             | wieś                                                     |
| 140 |      | Turobin             | krasnostawski      | lubelska    | 2782         | 2377         | 5350         | osada w gminie Turobin               | miasto (od 2024-01-01)                                   |
| 141 |      | Rejowiec            | chełmski           | lubelska    | 1239         | 2175         | 3562         | osada w gminie Rejowiec              | miasto (od 2017-01-01)                                   |
| 142 |      | Wojsławice          | chełmski           | lubelska    | 1768         | 1983         | 4289         | osada w gminie Wojsławice            | wieś                                                     |
| 143 |      | Sawin               | chełmski           | lubelska    | 824          | 1776         | 2073         | osada w gminie Bukowa                | wieś                                                     |
| 144 |      | Puchaczów           | chełmski           | lubelska    | 927          | 1368         | 1755         | osada w gminie Berezina              | wieś                                                     |
| 145 |      | Pawłów              | chełmski           | lubelska    | 720          | 1095         | 1178         | osada w gminie Pawłów                | wieś                                                     |
| 146 |      | Uchanie             | hrubieszowski      | lubelska    | 1953         | 1980         | 3345         | osada w gminie Jarosławiec           | wieś                                                     |
| 147 |      | Grabowiec           | hrubieszowski      | lubelska    | 2239         | 3362         | 4734         | osada w gminie Grabowiec             | wieś                                                     |
| 148 |      | Horodło             | hrubieszowski      | lubelska    | 2011         | 2112         | 4168         | osada w gminie Strzyżów              | wieś                                                     |
| 149 |      | Kryłów              | hrubieszowski      | lubelska    | 1608         | 2314         | 3937         | osada w gminie Kryłów                | wieś                                                     |
| 150 |      | Tyszowce            | tomaszowski        | lubelska    | 3286         | 2201         | 7620         | osada w gminie Tyszowce              | miasto (od 2000-01-01)                                   |
| 151 |      | Komarów             | tomaszowski        | lubelska    | 2034         | 2618         | 4456         | osada w gminie Komarów               | wieś                                                     |
| 152 |      | Łaszczów            | tomaszowski        | lubelska    | 1086         | 1806         | 1810         | osada w gminie Łaszczów              | miasto (od 2010-01-01)                                   |
| 153 |      | Jarczów             | tomaszowski        | lubelska    | 272          | 487          | 477          | osada w gminie Jarczów               | wieś                                                     |
| 154 |      | Bodzanów            | płocki             | płocka      | 814          | 1477         | 1287         | osada w gminie Monkolin              | miasto (od 2023-01-01)                                   |
| 155 |      | Drobin              | płocki             | płocka      | 1442         | 2699         | 4200         | osada w gminie Drobin                | miasto (od 1994-07-01)                                   |
| 156 |      | Bielsk              | płocki             | płocka      | 665          | 1047         | 1857         | osada w gminie Kleniewo              | wieś                                                     |
| 157 |      | Sochocin            | płoński            | płocka      | 971          | 1334         | 2077         | osada w gminie Sochocin              | miasto (od 2021-01-01)                                   |
| 158 |      | Czerwińsk           | płoński            | płocka      | 834          | 1312         | 1811         | osada w gminie Sielce                | miasto (od 2020-01-01)                                   |
| 159 |      | Nowe Miasto         | płoński            | płocka      | 1879         | 1870         | 2335         | osada w gminie Modzele               | miasto (od 2022-01-01)                                   |
| 160 |      | Skempe              | lipnowski          | płocka      | 1114         | 1374         | 1616         | osada w gminie Skempe                | miasto (od 1997-01-01)                                   |
| 161 |      | Bobrowniki          | lipnowski          | płocka      | 1207         | 1124         | 859          | osada w gminie Bobrowniki            | miasto (od 2024-01-01)                                   |
| 162 |      | Kikół               | lipnowski          | płocka      | 465          | 879          | 692          | osada w gminie Kikół                 | miasto (od 2024-01-01)                                   |
| 163 |      | Kuczbork            | mławski            | płocka      | 642          | 530          | 969          | osada w gminie Zielena               | wieś                                                     |
| 164 |      | Szreńsk             | mławski            | płocka      | 2059         | 2676         | 3579         | osada w gminie Mostowo               | wieś                                                     |
| 165 |      | Radzanów            | mławski            | płocka      | 1043         | 1485         | 1050         | osada w gminie Ratowo                | wieś                                                     |
| 166 |      | Bieżuń              | sierpecki          | płocka      | 2563         | 2892         | 4334         | osada w gminie Bieżuń                | miasto (od 1993-12-31)                                   |
| 167 |      | Żuromin             | sierpecki          | płocka      | 2195         | 3119         | 5910         | osada w gminie Żuromin               | miasto (od 1925-04-01)                                   |
| 168 |      | Raciąż              | sierpecki          | płocka      | 1974         | 4656         | 4663         | osada w gminie Raciąż                | miasto (od 1922-07-01)                                   |
| 169 |      | Janowo              | przasnyski         | płocka      | 2059         | 1748         | 2782         | osada stanowiąca gminę               | wieś                                                     |
| 170 |      | Chorzele            | przasnyski         | płocka      | 2409         | 3165         | 5071         | osada stanowiąca gminę               | miasto (od 1919-02-07)                                   |
| 171 |      | Dobrzyń nad Drweńcą | rypiński           | płocka      | 2615         | 3734         | 7316         | osada stanowiąca gminę               | część m. Golub-Dobrzyń (od 1951-05-15; miasto 1919–1950) |
| 172 |      | Iwanowice           | kaliski            | kaliska     | 734          | 665          | 1182         | osada w gminie Iwanowice             | wieś                                                     |
| 173 |      | Koźminek            | kaliski            | kaliska     | 1657         | 1720         | 2615         | osada w gminie Koźminek              | miasto (od 2021-01-01)                                   |
| 174 |      | Opatówek            | kaliski            | kaliska     | 1668         | 1775         | 1990         | osada w gminie Opatówek              | miasto (od 2017-01-01)                                   |
| 175 |      | Staw                | kaliski            | kaliska     | 636          | 667          | 940          | osada w gminie Staw                  | wieś                                                     |
| 176 |      | Stawiszyn           | kaliski            | kaliska     | 1800         | 2206         | 3729         | osada stanowiąca gminę               | miasto (od 1919-02-07)                                   |
| 177 |      | Chocz               | kaliski            | kaliska     | 1271         | 1587         | 1981         | osada w gminie Chocz                 | miasto (od 2015-01-01)                                   |
| 178 |      | Kazimierz           | słupecki           | kaliska     | 1225         | 1619         | 2816         | osada w gminie Kazimierz             | wieś                                                     |
| 179 |      | Skulsk              | słupecki           | kaliska     | 598          | 738          | 1572         | osada w gminie Skulsk                | wieś                                                     |
| 180 |      | Lądek               | słupecki           | kaliska     | 714          | 864          | 1208         | osada w gminie Ciążeń                | wieś                                                     |
| 181 |      | Wilczyn             | słupecki           | kaliska     | 451          | 609          | 956          | osada w gminie Wilcza Góra           | wieś                                                     |
| 182 |      | Kleczew             | słupecki           | kaliska     | 1987         | 2371         | 3557         | osada w gminie Kleczew               | miasto (od 1919-02-07)                                   |
| 183 |      | Zagórów             | słupecki           | kaliska     | 2532         | 2980         | 4543         | osada stanowiąca gminę               | miasto (od 1919-02-07)                                   |
| 184 |      | Pyzdry              | słupecki           | kaliska     | 2942         | 3564         | 5703         | osada stanowiąca gminę               | miasto (od 1919-02-07)                                   |
| 185 |      | Władysławów         | koniński           | kaliska     | 891          | 885          | 1606         | osada w gminie Władysławów           | wieś (miasto 1919–1934)                                  |
| 186 |      | Golino              | koniński           | kaliska     | 1625         | 1784         | 3028         | osada w gminie Golino                | miasto (od 1921-08-01)                                   |
| 187 |      | Tuliszków           | koniński           | kaliska     | 1306         | 1794         | 2753         | osada w gminie Tuliszków             | miasto (od 1919-02-07)                                   |
| 188 |      | Rychwał             | koniński           | kaliska     | 897          | 920          | 1563         | osada w gminie Dombroszyn            | miasto (od 1921-08-01)                                   |
| 189 |      | Ślesin              | koniński           | kaliska     | 1090         | 1299         | 1702         | osada w gminie Sławoszewek           | miasto (od 1921-08-01)                                   |
| 190 |      | Brudzew             | kolski             | kaliska     | 1065         | 889          | 1459         | osada w gminie Brudzew               | wieś                                                     |
| 191 |      | Kłodawa             | kolski             | kaliska     | 2487         | 2945         | 4878         | osada w gminie Kłodawa               | miasto (od 1925-07-09)                                   |
| 192 |      | Grzegorzew          | kolski             | kaliska     | 1144         | 1485         | 2351         | osada w gminie Krzykosy              | wieś                                                     |
| 193 |      | Izbica              | kolski             | kaliska     | 2345         | 2488         | 3230         | osada w gminie Iźbica                | miasto (od 1973-01-01)                                   |
| 194 |      | Babiak              | kolski             | kaliska     | 498          | 610          | 1108         | osada w gminie Lubotyń               | wieś                                                     |
| 195 |      | Brdów               | kolski             | kaliska     | 861          | 838          | 919          | osada w gminie Lubotyń               | wieś                                                     |
| 196 |      | Sompolno            | kolski             | kaliska     | 2050         | 2848         | 4179         | osada w gminie Lubstów               | miasto (od 1973-01-01)                                   |
| 197 |      | Grabów              | łęczycki           | kaliska     | 1023         | 1054         | 1500         | osada w gminie Grabów                | miasto (od 2024-01-01)                                   |
| 198 |      | Piątek              | łęczycki           | kaliska     | 2097         | 2325         | 3379         | osada w gminie Piątek                | miasto (od 2020-01-01)                                   |
| 199 |      | Poddembice          | łęczycki           | kaliska     | 2446         | 2724         | 2834         | osada w gminie Poddembice            | miasto (od 1934-04-09)                                   |
| 200 |      | Parzenczew          | łęczycki           | kaliska     | 1208         | 984          | 1218         | osada w gminie Puskowice             | miasto (od 2024-01-01)                                   |
| 201 |      | Uniejów             | turecki            | kaliska     | 2202         | 2681         | 3378         | osada stanowiąca gminę               | miasto (od 1919-02-07)                                   |
| 202 |      | Dobra               | turecki            | kaliska     | 2720         | 2719         | 3893         | osada stanowiąca gminę               | miasto (od 1919-02-07)                                   |
| 203 |      | Szadek              | sieradzki          | kaliska     | 2130         | 1329         | 3246         | osada w gminie Szadek                | miasto (od 1919-02-07)                                   |
| 204 |      | Złoczew             | sieradzki          | kaliska     | 1831         | 2301         | 3158         | osada stanowiąca gminę               | miasto (od 1919-02-07)                                   |
| 205 |      | Burzenin            | sieradzki          | kaliska     | 833          | 929          | 1444         | osada w gminie Majaczewice           | wieś                                                     |
| 206 |      | Wieruszew           | wieluński          | kaliska     | 2758         | 4374         | 8086         | osada stanowiąca gminę               | miasto (od 1919-02-07)                                   |
| 207 |      | Bolesławiec         | wieluński          | kaliska     | 1301         | 1348         | 1951         | osada w gminie Bolesławiec           | miasto (od 2024-01-01)                                   |
| 208 |      | Praszka             | wieluński          | kaliska     | 2295         | 3131         | 5262         | osada w gminie Praszka               | miasto (od 1919-02-07)                                   |
| 209 |      | Lututów             | wieluński          | kaliska     | 536          | 1445         | 2168         | osada w gminie Lututów               | miasto (od 2020-01-01)                                   |
| 210 |      | Działoszyn          | wieluński          | kaliska     | 3796         | 4082         | 7431         | osada w gminie Działoszyn            | miasto (od 1993-12-31)                                   |
| 211 |      | Sulejów             | piotrkowski        | piotrkowska | 1641         | 4636         | 5284         | osada w gminie Łęczno                | miasto (od 1927-02-14)                                   |
| 212 |      | Grocholice          | piotrkowski        | piotrkowska | 1481         | 993          | 1023         | osada w gminie Łękawa                | część m. Bełchatów (od 1977-02-01)                       |
| 213 |      | Kamieńsk            | piotrkowski        | piotrkowska | 1387         | 1851         | 3027         | osada w gminie Kamieńsk              | miasto (od 1993-12-31)                                   |
| 214 |      | Będków              | brzeziński         | piotrkowska | 687          | 626          | 898          | osada w gminie Będków                | wieś                                                     |
| 215 |      | Ujazd               | brzeziński         | piotrkowska | 1220         | 1595         | 2291         | osada w gminie Łaziska               | miasto (od 2023-01-01)                                   |
| 216 |      | Jeżów               | brzeziński         | piotrkowska | 1340         | 1935         | 2673         | osada w gminie Popień                | miasto (od 2023-01-01)                                   |
| 217 |      | Biała               | rawski             | piotrkowska | 1547         | 1064         | 2398         | osada w gminie Marjanów              | miasto (od 1925-10-01)                                   |
| 218 |      | Inowłódz            | rawski             | piotrkowska | 1037         | 1170         | 2192         | osada w gminie Lubochnia             | miasto (od 2024-01-01)                                   |
| 219 |      | Kazimierz           | łódzki             | piotrkowska | 380          | 499          | 784          | osada w gminie Babice                | wieś                                                     |
| 220 |      | Rzgów               | łódzki             | piotrkowska | 1300         | 1631         | 2091         | osada w gminie Gospodarz             | miasto (od 2006-01-01)                                   |
| 221 |      | Szczerców           | łaski              | piotrkowska | 1451         | 1409         | 4514         | osada w gminie Dzbanki               | wieś                                                     |
| 222 |      | Pajenczno           | radomszczański     | piotrkowska | 2171         | 2087         | 2712         | osada w gminie Pajenczno             | miasto (od 1958-01-01)                                   |
| 223 |      | Brzeźnice           | radomszczański     | piotrkowska | 1276         | 1563         | 1866         | osada w gminie Dworszowice           | wieś                                                     |
| 224 |      | Pławno              | radomszczański     | piotrkowska | 1444         | 1436         | 3591         | osada w gminie Gidle                 | wieś                                                     |
| 225 |      | Koniecpol           | radomszczański     | piotrkowska | 2134         | 1968         | 2880         | osada w gminie Koniecpol             | miasto (od 1927-04-01)                                   |
| 226 |      | Kłobuck             | częstochowski      | piotrkowska | 2029         | 3576         | 3778         | osada w gminie Kamyk                 | miasto (od 1919-02-07)                                   |
| 227 |      | Mstów               | częstochowski      | piotrkowska | 1361         | 1714         | 2743         | osada w gminie Wancerzew             | wieś                                                     |
| 228 |      | Olsztyn             | częstochowski      | piotrkowska | 697          | 747          | 1028         | osada w gminie Olsztyn               | miasto (od 2022-01-01)                                   |
| 229 |      | Janów               | częstochowski      | piotrkowska | 1013         | 1083         | 1649         | osada w gminie Potok Złoty           | wieś                                                     |
| 230 |      | Siewierz            | będziński          | piotrkowska | 1707         | 2087         | 2985         | osada w gminie Sulików               | miasto (od 1962-07-18)                                   |
| 231 |      | Mrzygłód            | będziński          | piotrkowska | 1156         | 1173         | 1970         | osada w gminie Poremba Mrzygłodzka   | część m. Myszków (od 1983-12-01)                         |
| 232 |      | Włodowice           | będziński          | piotrkowska | 1006         | 1214         | 2095         | osada w gminie Włodowice             | miasto (od 2023-01-01)                                   |
| 233 |      | Czeladź             | będziński          | piotrkowska | 1859         | 5978         | 8188         | osada w gminie Gzichów               | miasto (od 1919-02-07)                                   |
| 234 |      | Wizna               | łomżyński          | łomżyńska   | 2428         | 2877         | 3095         | osada w gminie Borzejewo             | wieś                                                     |
| 235 |      | Zambrów             | łomżyński          | łomżyńska   | 2275         | 5200         | 4465         | osada w gminie Zambrów               | miasto (od 1919-02-07)                                   |
| 236 |      | Nowogród            | łomżyński          | łomżyńska   | 2730         | 3029         | 3433         | osada stanowiąca gminę               | miasto (od 1927-02-11)                                   |
| 237 |      | Mazowieck           | wysokomazowiecki   | łomżyńska   | 2403         | 3246         | 2894         | osada w gminie Mazowieck             | miasto (od 1919-02-07)                                   |
| 238 |      | Sokoły              | wysokomazowiecki   | łomżyńska   | 1889         | 2056         | 4219         | osada w gminie Sokoły                | wieś (miasto 1919–1950)                                  |
| 239 |      | Ciechanowiec        | wysokomazowiecki   | łomżyńska   | 1799         | 3230         | 5094         | osada w gminie Klukowo               | część m. Ciechanowiec (od 1938-01-01)                    |
| 240 |      | Brok                | ostrowski          | łomżyńska   | 2119         | 2657         | 2564         | osada w gminie Orło                  | miasto (od 1922-03-01)                                   |
| 241 |      | Andrzejów           | ostrowski          | łomżyńska   | 1057         | 1448         | 2405         | osada w gminie Warchoły              | wieś                                                     |
| 242 |      | Nur                 | ostrowski          | łomżyńska   | 1145         | 2133         | 1563         | osada w gminie Nur                   | wieś                                                     |
| 243 |      | Serock              | pułtuski           | łomżyńska   | 2059         | 3916         | 5166         | osada w gminie Zegrze                | miasto (od 1923-01-01)                                   |
| 244 |      | Wyszków             | pułtuski           | łomżyńska   | 2431         | 5038         | 6298         | osada w gminie Wyszków nad Bugiem    | miasto (od 1919-02-07)                                   |
| 245 |      | Różan               | makowski           | łomżyńska   | 1896         | 3721         | 4435         | osada w gminie Sieluń                | miasto (od 1919-02-07)                                   |
| 246 |      | Krasnosielc         | makowski           | łomżyńska   | 1270         | 2110         | 2782         | osada w gminie Krasnosielc           | wieś                                                     |
| 247 |      | Myszyniec           | ostrołęcki         | łomżyńska   | 2216         | 2992         | 3689         | osada w gminie Myszyniec             | miasto (od 1993-08-11)                                   |
| 248 |      | Grajewo             | szczuczyński       | łomżyńska   | 2791         | 7651         | 8558         | osada w gminie Bogusze               | miasto (od 1919-02-07)                                   |
| 249 |      | Wąsosz              | szczuczyński       | łomżyńska   | 1592         | 1941         | 1628         | osada w gminie Wąsosz                | wieś                                                     |
| 250 |      | Radziłów            | szczuczyński       | łomżyńska   | 1920         | 2019         | 2796         | osada w gminie Radziłów              | wieś                                                     |
| 251 |      | Wisztyniec          | wyłkowyski         | suwalska    | 4015         | 2468         | 4100         | osada w gminie Wisztyniec            | miasteczko, Litwa                                        |
| 252 |      | Sereje              | sejneński          | suwalska    | 2940         | 2664         | 3250         | osada w gminie Sereje                | miasteczko, Litwa                                        |
| 253 |      | Łoździeje           | sejneński          | suwalska    | 3116         | 2538         | 3940         | osada stanowiąca gminę               | miasto (od 1946-08-03), Litwa                            |
| 254 |      | Balwierzyszki       | mariampolski       | suwalska    | 2112         | 2043         | 1496         | osada w gminie Balwierzyszki         | miasteczko, Litwa                                        |
| 255 |      | Pilwiszki           | mariampolski       | suwalska    | 2081         | 2335         | 2300         | osada w gminie Pilwiszki             | miasteczko, Litwa                                        |
| 256 |      | Ludwinów            | kalwaryjski        | suwalska    | 1779         | 1098         | 3100         | osada w gminie Ludwinów              | miasteczko, Litwa                                        |
| 257 |      | Simno               | kalwaryjski        | suwalska    | 1524         | 1443         | 1960         | osada w gminie Simno                 | miasto (od 1956-12-28), Litwa                            |
| 258 |      | Olita               | kalwaryjski        | suwalska    | 850          | 1435         | 960          | osada w gminie Olita                 | miasto (od 1977-03-30), Litwa                            |
| 259 |      | Raczki              | augustowski        | suwalska    | 2198         | 1926         | 2751         | osada w gminie Dowspuda              | wieś                                                     |
| 260 |      | Sopoćkinie          | augustowski        | suwalska    | 2202         | 2500         | 4563         | osada w gminie Wołowiczowce          | osiedle typu miejskiego, Białoruś                        |
| 261 |      | Lipsk               | augustowski        | suwalska    | 1813         | 1518         | 1806         | osada w gminie Petropawłowsk         | miasto (od 1983-10-01)                                   |
| 262 |      | Bakałarzew          | suwalski           | suwalska    | 1473         | 974          | 1155         | osada w gminie Wólka                 | wieś                                                     |
| 263 |      | Filipów             | suwalski           | suwalska    | 2988         | 2024         | 2266         | osada w gminie Filipów               | wieś                                                     |
| 264 |      | Przerośl            | suwalski           | suwalska    | 1740         | 1690         | 2427         | osada w gminie Przerośl              | wieś                                                     |
| 265 |      | Wiżajny             | suwalski           | suwalska    | 2274         | 1550         | 1867         | osada w gminie Wiżajny               | wieś                                                     |
| 266 |      | Końskowola          | puławski           | lubelska    | 2721         | 2773         | 4865         | osada stanowiąca gminę               | miasto (od 2025-01-01)                                   |
| 267 |      | Baranów             | puławski           | lubelska    | 1817         | 2381         | 3089         | osada w gminie Baranów               | wieś                                                     |
| 268 |      | Józefów             | puławski           | lubelska    | 1946         | 2674         | 5662         | osada w gminie Józefów               | miasto (od 2018-01-01)                                   |
| 269 |      | Opole               | puławski           | lubelska    | 3128         | 5000         | 7835         | osada w gminie Opole                 | miasto (od 1957-01-01)                                   |
| 270 |      | Wąwolnica           | puławski           | lubelska    | 1595         | 2353         | 3370         | osada w gminie Drzewce               | miasto (od 2025-01-01)                                   |
| 271 |      | Bobrowniki          | puławski           | lubelska    | 1369         | 1273         | 2087         | osada w gminie Irena                 | wieś                                                     |
| 272 |      | Kurów               | puławski           | lubelska    | 3004         | 3980         | 5818         | osada w gminie Kurów                 | miasto (od 2025-01-01)                                   |
| 273 |      | Markuszów           | puławski           | lubelska    | 1268         | 1732         | 1566         | osada w gminie Markuszów             | osada                                                    |
| 274 |      | Wolbórz             | piotrkowski        | piotrkowska | 2036         | 1705         | 2534         | osada w gminie Bogusławice           | miasto (od 2011-01-01)                                   |
| 275 |      | Rozprza             | piotrkowski        | piotrkowska | 537          | 901          | 1430         | osada w gminie Rozprza               | miasto (od 2023-01-01)                                   |
| 276 |      | Bełchatów           | piotrkowski        | piotrkowska | 1659         | 3859         | 5685         | osada w gminie Bełchatówek           | miasto (od 1925-01-01)                                   |
| 277 |      | Stryków             | brzeziński         | piotrkowska | 2725         | 3053         | 4174         | osada w gminie Dobra                 | miasto (od 1923-03-01)                                   |
| 278 |      | Głowno              | brzeziński         | piotrkowska | 1755         | 2165         | 3893         | osada w gminie Bratoszewice          | miasto (od 1925-01-14)                                   |
| 279 |      | Nowe Miasto         | rawski             | piotrkowska | 2361         | 3276         | 4979         | osada w gminie Góra                  | miasto (od 1916-08-18)                                   |
| 280 |      | Aleksandrów         | łódzki             | piotrkowska | 3633         | 5992         | 11464        | osada w gminie Brużnica              | miasto (od 1924-03-05)                                   |
| 281 |      | Konstantynów        | łódzki             | piotrkowska | 3791         | 5582         | 8649         | osada w gminie Rżew                  | miasto (od 1924-01-01)                                   |
| 282 |      | Tuszyn              | łódzki             | piotrkowska | 2366         | 2583         | 3813         | osada w gminie Górki                 | miasto (od 1924-01-01)                                   |
| 283 |      | Widawa              | łaski              | piotrkowska | 2442         | 1632         | 4480         | osada w gminie Dombrowa Widawska     | wieś                                                     |
| 284 |      | Lutomiersk          | łaski              | piotrkowska | 2133         | 2358         | 3007         | osada w gminie Lutomiersk            | miasto (od 2022-01-01)                                   |
| 285 |      | Przyrów             | częstochowski      | piotrkowska | 2206         | 2329         | 4330         | osada stanowiąca gminę               | miasto (od 2024-01-01)                                   |
| 286 |      | Krzepice            | częstochowski      | piotrkowska | 2303         | 3220         | 4589         | osada stanowiąca gminę               | miasto (od 1919-02-07)                                   |
| 287 |      | Modrzejewo          | będziński          | piotrkowska | 527          | 1358         | 3300         | osada w gminie Zagórze Olkuskie      | część m. Sosnowiec (od 1915)                             |
| 288 |      | Koziegłowy          | będziński          | piotrkowska | 1958         | 2101         | 3157         | osada w gminie Rudnik Wielki         | miasto (od 1950-01-01)                                   |
| 289 |      | Żarki               | będziński          | piotrkowska | 3759         | 4073         | 5427         | osada w gminie Żarki                 | miasto (od 1949-07-01)                                   |
| 290 |      | Okuniew             | warszawski         | warszawska  | 736          | 1119         | 1415         | osada w gminie Okuniew               | wieś                                                     |
| 291 |      | Piaseczno           | warszawski         | warszawska  | 1586         | 2760         | 3758         | osada stanowiąca gminę               | miasto (od 1916-12-10)                                   |
| 292 |      | Latowicz            | miński             | warszawska  | 1322         | 1884         | 2461         | osada stanowiąca gminę               | miasto (od 2023-01-01)                                   |
| 293 |      | Stanisławów         | miński             | warszawska  | 1317         | 2083         | 2391         | osada stanowiąca gminę               | wieś                                                     |
| 294 |      | Karczew             | miński             | warszawska  | 1751         | 2861         | 2512         | osada w gminie Otwock                | miasto (od 1959-12-31)                                   |
| 295 |      | Kołbiel             | miński             | warszawska  | 1081         | 2164         | 3013         | osada w gminie Rudno                 | wieś                                                     |
| 296 |      | Cegłów              | miński             | warszawska  | 377          | 546          | 1034         | osada w gminie Mienia                | miasto (od 2022-01-01)                                   |
| 297 |      | Czersk              | górnokalwaryjski   | warszawska  | 439          | 851          | 866          | osada w gminie Machcin               | wieś                                                     |
| 298 |      | Mogielnica          | grójecki           | warszawska  | 2420         | 4100         | 6191         | osada stanowiąca gminę               | miasto (od 1919-02-07)                                   |
| 299 |      | Goszczyn            | grójecki           | warszawska  | 820          | 982          | 1476         | osada w gminie Rykały                | wieś                                                     |
| 300 |      | Przybyszew          | grójecki           | warszawska  | 1029         | 1152         | 1711         | osada w gminie Borowe                | wieś                                                     |
| 301 |      | Tarczyn             | grójecki           | warszawska  | 1461         | 2117         | 3078         | osada w gminie Komorniki             | miasto (od 2003-01-01)                                   |
| 302 |      | Wiskitki            | błoński            | warszawska  | 2128         | 3060         | 4372         | osada stanowiąca gminę               | miasto (od 2021-01-01)                                   |
| 303 |      | Nadarzyn            | błoński            | warszawska  | 1099         | 1422         | 2532         | osada w gminie Młochów               | wieś                                                     |
| 304 |      | Bielawa             | łowicki            | warszawska  | 761          | 626          | 1220         | osada w gminie Walewice              | wieś                                                     |
| 305 |      | Bolimów             | łowicki            | warszawska  | 1097         | 1430         | 2342         | osada w gminie Bolimów               | miasto (od 2022-01-01)                                   |
| 306 |      | Iłów                | sochaczewski       | warszawska  | 493          | 588          | 708          | osada w gminie Iłów                  | wieś                                                     |
| 307 |      | Osmolin             | gostyniński        | warszawska  | 465          | 718          | 618          | osada w gminie Sanniki               | wieś                                                     |
| 308 |      | Dombrowice          | kutnowski          | warszawska  | 1800         | 1865         | 3213         | osada w gminie Wiejsko-Dombrowickiej | miasto (od 2023-01-01)                                   |
| 309 |      | Żychlin             | kutnowski          | warszawska  | 2000         | 4840         | 5901         | osada w gminie Żychlin               | miasto (od 1924-01-01)                                   |
| 310 |      | Kowal               | włocławski         | warszawska  | 3385         | 3993         | 6335         | osada stanowiąca gminę               | miasto (od 1919-02-07)                                   |
| 311 |      | Lubraniec           | włocławski         | warszawska  | 2159         | 2126         | 2242         | osada w gminie Piaski                | miasto (od 1919-02-07)                                   |
| 312 |      | Przedecz            | włocławski         | warszawska  | 2174         | 2728         | 2776         | osada w gminie Przedecz              | miasto (od 1919-02-07)                                   |
| 313 |      | Lubień              | włocławski         | warszawska  | 1041         | 1230         | 1617         | osada w gminie Lubień                | miasto (od 1919-02-07)                                   |
| 314 |      | Radziejew           | radziejowski       | warszawska  | 1509         | 2293         | 2782         | osada w gminie Piotrkowo             | miasto (od 1919-02-07)                                   |
| 315 |      | Służewo             | radziejowski       | warszawska  | 1400         | 1509         | 1846         | osada w gminie Służewo               | wieś                                                     |
| 316 |      | Raciążek            | radziejowski       | warszawska  | 877          | 825          | 1562         | osada w gminie Ciechocinek           | wieś                                                     |
| 317 |      | Tarnogród           | biłgorajski        | lubelska    | 4652         | 5139         | 6574         | osada stanowiąca gminę               | miasto (od 1987-01-01)                                   |
| 318 |      | Klimontów           | sandomierski       | radomska    | 2673         | 3407         | 4830         | osada w gminie Penchów               | miasto (od 2020-01-01)                                   |
| 319 |      | Sapierzyszki        | mariampolski       | suwalska    | 386          | 547          | 602          | osada w gminie Aleksota              | miasteczko, Litwa                                        |
| 320 |      | Poniemoń            | mariampolski       | suwalska    | 898          | 1575         | 2080         | osada w gminie Poniemoń-Pożajście    | część m. Kowno (od 1931), Litwa                          |
| 321 |      | Sudargi             | władysławowski     | suwalska    | 905          | 901          | 1040         | osada w gminie Kidule                | wieś, Litwa                                              |
| 322 |      | Sterdyń             | sokołowski         | siedlecka   | 369          | 744          | 1192         | osada w gminie Sterdyń               | wieś                                                     |
| 323 |      | Kosów               | sokołowski         | siedlecka   | 1065         | 1295         | 1757         | osada w gminie Kossów                | miasto (od 2000-01-01)                                   |
| 324 |      | Rajgród             | szczuczyński       | łomżyńska   | 3153         | 3005         | 4260         | osada stanowiąca gminę               | miasto (od 1924-01-01)                                   |
| 325 |      | Śniadowo            | łomżyński          | łomżyńska   | 1358         | 1421         | 2016         | osada w gminie Śniadowo              | wieś                                                     |
| 326 |      | Czyżew              | ostrowski          | łomżyńska   | 1592         | 1785         | 2043         | osada w gminie Dmochy-Glinki         | miasto (od 2011-01-01)                                   |
| 327 |      | Jadów               | radzymiński        | warszawska  | 1051         | 1797         | 1960         | osada w gminie Jadów                 | miasto (od 2023-01-01)                                   |
| 328 |      | Siennica            | miński             | warszawska  | 348          | 938          | 1256         | osada w gminie Siennica              | miasto (od 2024-01-01)                                   |
| 329 |      | Kiernozia           | gostyniński        | warszawska  | 468          | 536          | 387          | osada w gminie Kiernozia             | miasto (od 2024-01-01)                                   |
| 330 |      | Osięciny            | radziejowski       | warszawska  | 737          | 840          | 1081         | osada w gminie Osienciny             | wieś                                                     |
| 331 |      | Sobota              | łowicki            | warszawska  | 670          | 669          | 1356         | osada w gminie Bielawy               | wieś                                                     |
| 332 |      | Grodzisk            | błoński            | warszawska  | 1663         | 2814         | 3542         | osada w gminie Grodzisk              | miasto (od 1919-02-07)                                   |
| 333 |      | Chodecz             | włocławski         | warszawska  | 1020         | 1358         | 1420         | osada w gminie Chodecz               | miasto (od 1921-08-01)                                   |
| 334 |      | Piotrkowo           | radziejowski       | warszawska  | 827          | 861          | 1299         | osada w gminie Grodowo               | miasto (od 1998-01-01)                                   |
| 335 |      | Krośniewice         | kutnowski          | warszawska  | 1490         | 2162         | 2761         | osada w gminie Krośniewice           | miasto (od 1926-09-01)                                   |
| 336 |      | Stawiski            | kolneński          | łomżyńska   | 3524         | 3339         | 4639         | osada w gminie Stawiski              | miasto (od 1919-02-07)                                   |

## Osady utworzone po 1870
W ramach korekty reformy miejskiej z 1869–1870 utworzono jeszcze dwie osady ze zdegradowanych miast: Górę Kalwarię w 1883 r. i Zawichost w 1888 r. Ponadto, utworzono dodatkowo 6 osad miejskich z miejscowości formalnie wiejskich: Targówek (ok. 1889), Łapy (1903), Kamienną (1905), Sztabin (1907, jako Krasnybór), Ciechocinek (1908) i Ochotę (1910).
| Lp | Herb | Osada         | Powiat       | Gubernia   | Data utworzenia | Status tuż po zmianie    | Status obecnie                       |
| -- | ---- | ------------- | ------------ | ---------- | --------------- | ------------------------ | ------------------------------------ |
| 1  |      | Góra Kalwaria | grójecki     | warszawska | 1883-12-13      | osada stanowiąca gminę   | miasto (od 1919-02-07)               |
| 2  |      | Zawichost     | sandomierski | radomska   | 1888-07-26      | osada stanowiąca gminę   | miasto (od 1926-01-01)               |
| 3  |      | Targówek      | warszawski   | warszawska | 1889            | osada w gminie Bródno    | część m. Warszawa (od 6 lutego 1890) |
| 4  |      | Łapy          | mazowiecki   | łomżyńska  | 1903-09-18      | osada w gminie Poświętne | miasto (od 1925-01-01)               |
| 5  |      | Kamienna      | konecki      | radomska   | 1905-10-14      | osada stanowiąca gminę   | część m. Kamienna (od 1923)          |
| 6  |      | Sztabin       | augustowski  | suwalska   | 1907            | osada w gminie Sztabin   | wieś                                 |
| 7  |      | Ciechocinek   | nieszawski   | warszawska | 1908-11-04      | osada w gminie Raciążek  | miasto (od 1919-02-07)               |
| 8  |      | Ochota        | warszawski   | warszawska | 1910-07-29      | osada w gminie Czyste    | część m. Warszawa (od 1916-04-08)    |

Maksymalną liczbę osad (nazywanych już pod koniec mianem miasteczek) uzyskano w 1914 roku: było ich aż 359. Następnie ich liczba zaczęła stopniowo maleć, a od 1910 roku nie utworzono już ani jednej osady.
Podczas I wojny światowej zbiór osad uległ szeregowi zmian.
- 3 osady włączono do większych sąsiednich miast: Modrzejów do Sosnowca w 1915 r., a w 1916 r. Ochotę do Warszawy i Wieniawę do Lublina.
- W 1916 r. prawa miejskie odzyskały: Busko, Jędrzejów, Piaseczno, Wierzbnik i Włoszczowa.
- W związku z utworzeniem Republiki Litewskiej w 1918 r., 12 osad z omawianego zbioru weszło w jej skład (Balwierzyszki, Kibarty, Ludwinowo, Łoździeje, Olita, Pilwiszki, Poniemoń, Sapieżyszki, Sereje, Simno, Sudargi i Wisztyniec).

## Rozwój osad po odzyskaniu przez Polskę niepodległości
Koncepcja osady utrzymała się po odzyskaniu niepodległości przez Polskę w 1918 r. aż do reformy 1933–1934, kiedy to została formalnie zlikwidowana. W 1918 roku na terenie Polski było 337 osad miejskich, zamieszkanych przez około 575 tys. osób. Do 1933 r. władze polskie przywróciły bądź nadały po raz pierwszy prawa miejskie 76 osadom miejskim. W 1933 r. na terenie b. Kongresówki znajdowało się 261 osad miejskich. Ostatnią zlikwidowaną osadą były Poddębice, którym nadano status gminy miejskiej 9 kwietnia 1934.